# Johann Evangelist Müller
Johann Evangelist Müller (Reichertshausen, 14 november 1877 - Markt Indersdorf, 5 april 1965) was een Duits geestelijke en bisschop van de Rooms-Katholieke Kerk. Hij was de eerste bisschop van het Zweedse bisdom Stockholm.
Müller werd op 29 juni 1903 priester gewijd. Op 9 oktober 1922 werd hij, inmiddels kanunnik van de Dom van München door paus Pius XI benoemd tot apostolisch vicaris van het viciariaat Stockholm. Bij dezelfde gelegenheid werd hij benoemd tot titulair bisschop van Lorea. Hij ontving zijn bisschopswijding op 7 januari 1923 uit handen van mgr. Eugenio Pacelli, de latere paus Pius XII, die, als apostolisch nuntius in Duitsland, de zieke kardinaal Michael von Faulhaber (aartsbisschop van München en Freising) verving. Pius XII benoemde Müller in 1943 bisschop-assistent bij de Pauselijke Troon.
Nadat het vicariaat Stockholm een bisdom was geworden, werd Müller benoemd tot de eerste bisschop. Hij zou dat blijven tot hij in 1957 met emeritaat ging. Bij die gelegenheid benoemde de paus hem tot titulair aartsbisschop van Pompeiopolis in Cilicië. Hij verhuisde naar Beieren, zijn geboortegrond, waar hij acht jaar later overleed. Tijdens zijn leven zag hij het aantal katholieken in Zweden groeien van 4.000 tot 26.000.
- Gemeinsame Normdatei: 12461213X
- International Standard Name Identifier: 0000 0000 6321 0241
- LIBRIS: 273507
- Virtual International Authority File: 10784145
- WorldCat: E39PBJmDgF6P7TJDdcKx6Kmcfq